# Laust Joen Jakobsen
Laust Joen Jakobsen (født 20. oktober 1951 i Hjørring) er en dansk tidligere rektor for professionshøjskolen UCC og tidligere formand for Danske Professionshøjskoler. Han var rektor på Blågård Seminarium fra 1996 til 2002 og rektor for CVU Stork fra 2002 til 2007, hvor institutionen fusionerede og den nye fusion blev døbt UCC. Han var endvidere i en årrække formand for fodboldafdelingen i Akademisk Boldklub.